# El Piro
El Piro es un corregimiento del distrito de Ñürüm en la comarca Ngäbe-Buglé, República de Panamá. La localidad tiene 586 habitantes (2010).